# Secretum secretorum

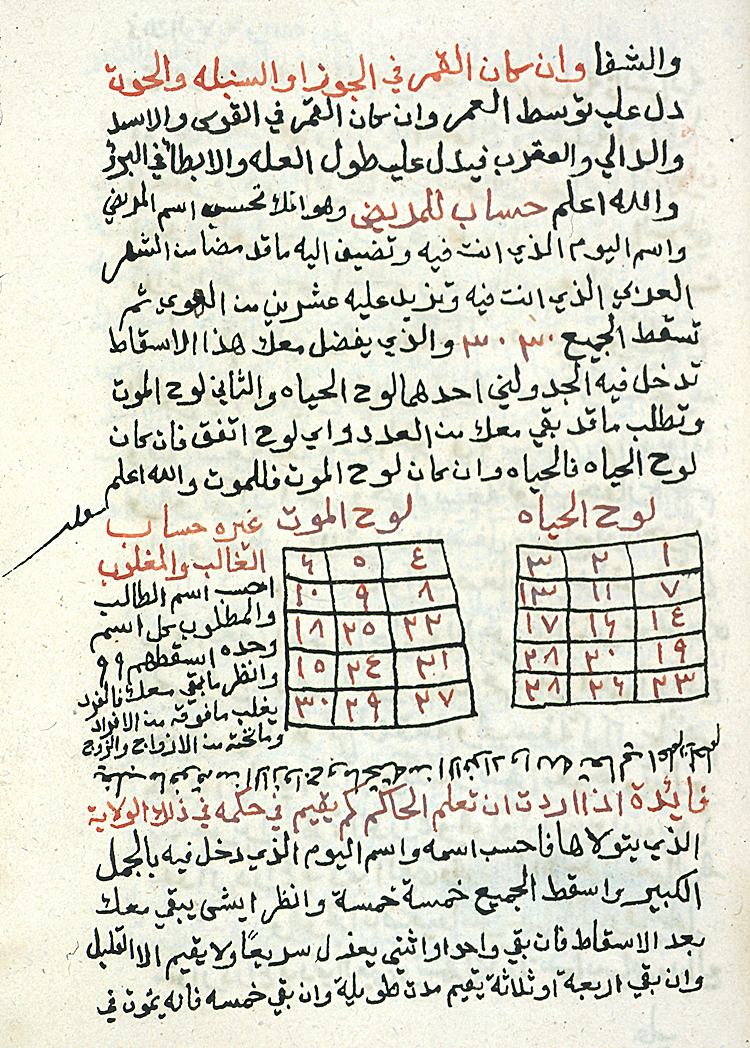
Uma página da versão árabe do Secretum secretorum.

O Secretum Secretorum é um tratado medieval também conhecido como Segredo dos Segredos, ou O Livro do Segredo dos Segredos, ou em árabe Kitab sirr al-Asrar, ou O Livro da Ciência do Governo: do bom ordenamento da governação. É uma tradução latina da metade do século XII de um tratado enciclopédico árabe do século X, com variados tópicos, incluindo: arte de governar, ética, fisiognomia, astrologia, alquimia, magia, e medicina. Embora tenha um contexto, notadamente criativo e argumentativo, traz consigo muitas situações opostas. Foi muito influente na Europa durante a Alta Idade Média. "O Livro do Segredo dos Segredos" foi influente no governo Tudor.

## Origem
A origem do tratado é desconhecida. Não há originais em grego, apesar de haver indicações na versão árabe de que o tratado foi traduzido do grego para o siríaco e do siríaco ao árabe por Iáia de Antioquia, um tradutor relativamente famoso do século IX. Parece, no entanto, que esse tratado foi composto originalmente em árabe.
Assim como a data de origem, não se pode dizer com certeza se a seção sobre fisiognomia circulava em árabe antes de 940: um manuscrito, agora na Biblioteca Britânica (OIOC, MS Or. 12070), supostamente copiado em 941 por Maomé ibne Ali ibne Durustauai de Ispaã, que contém uma fisiognomia similar ao Segredo dos Segredos, é provavelmente uma fraude do século XX.
Mais seguramente, poderíamos assumir que a forma do texto apareceu depois da Rasa'il Ikhwan al-Safa ter sido compilada e antes da época em que Ibn Juljul escrevia, provavelmente no fim do século X.
A versão árabe foi traduzida para o persa (pelo menos duas vezes), turco otomano (duas vezes), hebraico (e do hebraico para o russo), castelhano e latim. O Secretum secretorum em Latim foi traduzido para tcheco, croata, holandês, alemão, islandês, inglês, aragonês, castelhano, catalão, português, francês, e italiano. 
Existem duas traduções latinas do árabe, a primeira de aproximadamente do ano 1120 por João de Sevilha para Teresa de Leão, rainha de Portugal, (preservada atualmente em cerca de 150 cópias), a segunda por volta de 1232 por Filipo Tripolitano (preservada em mais de 350 cópias), feitas em Antioquia. A segunda versão latina foi traduzida para o inglês por Robert Copland e impressa em 1528.
Existe outro livro chamado Kitab al-Asrar ("Livro dos Segredos") sobre práticas, fórmulas técnicas, classificação de substâncias minerais, descrição do laboratório alquímico e etc. por Rasis. Uma tradução latina apareceu na Europa como Liber Secretorum. Este é um livro inteiramente diferente e é fonte comum de confusão, por causa dos mesmos nomes e similaridade de temas e período histórico. Em adição, é também diferente de um tratado sobre fisiognomia com o título Kitab fi al-Firasah, atribuído a Aristóteles e provavelmente traduzido para o árabe no século IX por Hunaine ibne Ixaque.

## Os Segredos
O livro do Segredo dos Segredos toma a forma de uma carta pseudoepigráfica supostamente escrita por Aristóteles para Alexandre, o Grande durante suas campanhas no Império Aquemênida. O texto fala de questões éticas enfrentadas por um administrador, também falando de astrologia, propriedades médicas e mágicas de plantas, pedras preciosas, números, e um estranho relato de uma ciência unificada que somente uma pessoa com a moral apropriada e conhecimento intelectual poderia descobrir.
Uma versão estendida que apareceu no século XIII inclui algumas referências sobre alquimia e uma versão primitiva da Tábua de Esmeralda.

## Influências
Foi um dos mais extensamente lidos textos da Alta Idade Média. Leitores medievais consideravam como autêntica a atribuição a Aristóteles e consideravam-no como um trabalho genuíno. Esteve na lista medieval dos mais lidos por centenas de anos. A atenção acadêmica sobre o texto diminuiu por volta de 1550 mas o interesse de leigos continua até os dias de hoje em particular entre ocultistas. Os acadêmicos de hoje enxergam-no como uma janela para a vida intelectual medieval: foi usado numa variedade de contextos acadêmicos, e tem um papel sensível nas controvérsias acadêmicas contemporâneas.
Quando Roger Bacon achou o tratado, ele achou que era um caminho para a descoberta que renderia revelações mais divinas que uma vida inteira de estudo de Alberto ou Aquinas. Ele gastou a fortuna de sua família em "livros secretos e vários experimentos, em linguagens e instrumentos, e tabelas astronômicas", mas os materiais que ele procurou eram "difíceis e muito caros, razão pela qual aqueles que conhecem a arte não são capazes de operar e os livros naquela ciência são tão segregados que um homem mal pode encontrá-los". Finalmente, Bacon realizou pouco em seus experimentos próprios, dependendo então de relatos em primeira mão de outros que tivessem tentado. Em sua busca para descobrir os segredos de outros, aprendeu de viajantes voltando da China, sobre uma substância chamada "pólvora negra" e um objeto "pequeno como um polegar humano" que, carregado com esta pólvora, produzia um "barulho horrível" quando em contato com fogo.